# 柳毓荣

柳毓荣，字含金，山西省朔州前里人，世袭指挥使，任朔州卫掌印事。

## 生平

### 早年
他非常孝顺，父亲瘫痪三年，日日服侍父亲起居吃药。当时被称为柳孝子。

### 赈灾济贫
崇祯十三年，灾荒很严重，一斗米市价银一两三钱，他捐金赈济救了很多人。

### 殉国
崇祯十七年，李自成起兵。农历二月中旬，由宁武入朔州。柳毓荣闻讯独立在朔州建了一座角楼，志图死守，无奈城被攻破，李自成的士兵把他绑起来。直到死前还不停的破口大骂，最后以身殉国。知州黄印开城投降。